# Vị Thành
Vị Thành (chữ Hán phồn thể:渭城區, chữ Hán giản thể: 渭城区) là một quận của địa cấp thị Hàm Dương, tỉnh Thiểm Tây, Trung Quốc. Quận này có diện tích 272 km2, dân số năm 2002 là 390.000 người. Quận Vị Thành được chia thành 4 nhai đạo, 6 trấn và hương. Tổng cộng có thôn hành chính.
- Nhai đạo: Vị Dương, Văn Hối, Tân Hưng, Trung Sơn.
- Trấn: Vị Thành, Diêu Điếm, Để Trương, Chính Dương, Chu Lăng, Bắc Đỗ.